# Pickalaviken
Pickalaviken (finska: Pikkalanlahti) är en vik i Finland. Den ligger i Sjundeå i landskapet Nyland, i den södra delen av landet, 40 km väster om huvudstaden Helsingfors.
Pickalaån utmynnar i Pickalaviken.